# 加勢田進
加勢田 進（かせだ すすむ、1969年3月1日 - ）は、日本の男性声優、音響監督。福岡県出身。希楽星に所属していた。
東京ディズニーランドやサンリオなどで、ダンサーやパフォーマーとして活動。
その後、声優・舞台等幅広く活動し、北川智繪に語りを学ぶ。
現在は声優業は休止し音響監督や、専門学校やプロダクションの養成所などで、講師なども行っている。

## 出演作品

### テレビアニメ
- 行け!稲中卓球部（木之下ゆうすけ）
- 週刊ストーリーランド（座員）
- セクシーコマンドー外伝 すごいよ!!マサルさん（ピーター、教師A、カブキ高B）
- 超特急ヒカリアン（ユーロスター / ブルーユーロ、ロマンスカー、おおぞら、ざおう）
- 日本一の男の魂（堺）
- 人間交差点（郵便局員）
- 熱沙の覇王ガンダーラ（ニコル、男）
- HUNTER×HUNTER（第1作）（試験官）
- ふたり暮らし（新庄勝也、京本政志 他）
- ももいろシスターズ（加藤課長）

### ゲーム
- アルトネリコ 世界の終わりで詩い続ける少女（ファルス司祭 / カイエル・クライシー）

### CD（歌）
- チメイドの歌（男）

### ドラマCD
- To Heart Piece of Heart（バスの運転手）

### 音響監督
- HANOKA〜葉ノ香〜